# Ягодное (Харьковская область)
Ягодное (укр. Ягідне), село, 
Ягодненский сельский совет, 
Купянский район, 
Харьковская область.
Код КОАТУУ — 6323782001. Население по переписи 2001 года составляет 476 (218/258 м/ж) человек.
Является административным центром Ягодненского сельского совета, в который, кроме того, входят сёла
Затишное,
Ивановка,
Николаевка,
Новая Тарасовка,
Орлянка и
Степовая Новоселовка.

## Географическое положение
Село Ягодное находится на расстоянии в 3 км от реки Кобылка.
Примыкает к селу Затишное.
На расстоянии в 2 км расположены сёла Ивановка и Кисловка.

## История
- 1923 — дата основания.
- 2009 — изменение статуса с посёлка на село.

Под контролем России с 24 февраля 2022 года

## Экономика
- Молочно-товарная ферма.